# Der Kraftmeier
Der Kraftmeier, auch Der Kraftmeyer, ist ein deutscher Stummfilm in einem Akt von Ernst Lubitsch aus dem Jahr 1915. Er zählt zu den verschollenen Filmen des Regisseurs.

## Inhalt
Ein dünner Stubenhocker kauft sich ein Stärkungsmittel, das ihm ungeahnte Kräfte verleiht. Er bricht dank seiner neuen Kraft den Fußboden seines Zimmers auf, fällt daraufhin in die Tiefe und landet in Afrika. Er entledigt sich später seiner ungeliebten Schwiegermutter und findet sich am Ende mit seiner Frau in einem Kamin wieder, der durch seinen Sturz zerstört wurde.

## Produktion
Die Dreharbeiten fanden in den Ufa-Union-Ateliers in Tempelhof bei Berlin statt. Die Bauten schuf Kurt Richter. Die Zensur belegte den Film im November 1915 mit einem Jugendverbot.
Wie bereits in Lubitschs Fräulein Seifenschaum (1915) und kurze Zeit später in Blindekuh (1915) drehte sich auch Der Kraftmeier „um die bekannte Plotte, daß die Schwiegermutter in spe den Jüngling, den ihre Tochter heiraten will, partout nicht mag.“